# Shō Sakurai
 (octobre 2013).
Si vous disposez d'ouvrages ou d'articles de référence ou si vous connaissez des sites web de qualité traitant du thème abordé ici, merci de compléter l'article en donnant les références utiles à sa vérifiabilité et en les liant à la section « Notes et références ».
Shō Sakurai (櫻井翔, Sakurai Shō) est né le 25 janvier 1982. Il est acteur, présentateur TV et est un membre du groupe japonais Arashi depuis 1999.
Les autres membres de ce groupe sont Masaki Aiba, Kazunari Ninomiya, Satoshi Ōno, et Jun Matsumoto. 

## Biographie
- Il a rejoint l'agence Johnny's Entertainment en 1995 lorsqu'il avait 13 ans.
- Shō est désigné comme le "rappeur" d'Arashi. Il écrit les paroles de ses chansons et parle couramment Anglais.

- Son père est Shun Sakurai, vice-premier ministre du Ministère de l'Intérieur et des Communications. Sa mère est professeure de littérature anglaise dans une université. Il a deux petits frère et sœur, il a cinq ans d'écart avec sa sœur et douze ans d'écart avec son frère.

- Il a étudié à l'Université de Keio dans la filière Économie et a obtenu son diplôme en 2004, en même temps qu'il continuait les activités d'Arashi.
- Il est devenu présentateur et reporter en 2006 dans le journal d'information télévisé NEWS ZERO, et a une rubrique spéciale tous les lundis.
- Il est le principal reporter (main-newscaster) pour couvrir chaque JO depuis 2008. Il se rend sur place pour interviewer les sportifs japonais et également les sportifs étrangers.

### Anecdotes
- Selon les autres membres du groupe, Shō a été le premier membre du groupe Arashi à avoir été désigné. Il a plus tard été rejoint par Kazunari Ninomiya et Jun Matsumoto.

- Shō et Kazunari ont été les premiers à découvrir qu'ils allaient débuter en tant qu'Arashi après avoir aperçu sur des papiers, divers noms de groupes avec leurs noms écrits au-dessous. Shō raconte que sa première réaction en voyant le nom d'Arashi fut "Arashi, euh...".

- Shō n'aime pas que rien ne soit prévu pendant des jours de congés. Ainsi il prévoit tout à la minute près pour la journée en entier. Il lui est même arrivé de partir au ski avec des amis et d'avoir prévu dans son plan de la journée : le magasin dans lequel ils allaient acheté les "Bento", l'heure à laquelle ils devaient se reposer et ne surtout pas parler car sinon ils seraient fatigués pour la journée à venir, etc.

## Filmographie

### Dramas
- [2017] Kimi ni Sasageru Emblem - Kazuya Takajo
- [2017] Saki ni Umareta Dake no Boku - Ryosuke Narumi
- [2016] Sekai Ichi Muzukashii Koi - Lui-même
- [2015] Taishi Kakka no Ryourinin - Ko Osawa
- [2013] Kazoku Game - Yoshimoto Kouya
- [2012] Papadol! - Lui-même
- [2012] Blackboard, Teachers Who Fought Against Era - Shirahama
- [2011] Nazotoki wa Dinner no Ato de - Ko Osawa
- [2010] Tokujo Kabachi !! - Katsuhiro Tamura
- [2010] Saigo no Yakusoku - Yukio Tomizawa
- [2010] Kobe Shimbun no Nanokakan - Tomohiko Mitsuyama
- [2009] My girl - Sato
- [2009] The Quiz Show 2 - Satoru Kamiyama
- [2009] Uta no Onii-san - Lui-même
- [2007] Yamada Taro Monogatari - Takuya Mimura
- [2005] Gekidan Engimono - Jun Kawase
- [2004] Tokio~Chichi e no Dengon~ - Tokio Miyamoto
- [2003] Yankee Bokou ni Kaeru - Masaya Yoshimori
- [2003] Yoiko no Mikata - Taiyō Suzuki
- [2002] Kisarazu Cat's Eye - Futoshi Nakagomi (Bambi)
- [2001] Tengoku ni Ichiban Chikai Otoko 2 - Ayumi Tōdō
- [1999] V no Arashi - Lui-même

### Films
- 2018 : Laplace's Witch de Takashi Miike : Shūsuke Aoe
- [2014] PIKA☆★☆NCHI LIFE IS HARD Tabun HAPPY - Tadashi Kamogawa (Chu)
- [2014] Kamisama no Karute 2 - Ichito Kurihara
- [2013] Nazotoki wa Dinner no Ato de - Ko Osawa
- [2011] Kamisama no Karute - Ichito Kurihara
- [2009] Yatterman - Gan-chan
- [2007] Kiiroi Namida - Ryūsan Mukai
- [2006] Kisarazu Cat's Eye - Futoshi Nakagomi (Bambi)
- [2006] Honey to Clover - Yūta Takemoto
- [2004] PIKA★★NCHI LIFE IS HARD Dakara HAPPY - Tadashi Kamogawa (Chu)
- [2003] Kisarazu Cat's Eye - Futoshi Nakagomi (Bambi)
- [2003] PIKA☆NCHI LIFE IS HARD Dakedo HAPPY - Tadashi Kamogawa (Chu)

### Téléfilm
- [2015] The Ambassador's Chef Ko Osawa

### Pièces et Comédies musicales
- [2006] The Beautiful Game
- [2004] West Side Story
- [1997-1998] Johnny's Fantasy
- [1997] Kyo to Kyo

### Shows TV
- NEWS ZERO
- Arashi no Shukudai-kun
- Mago Mago Arashi
- C no Arashi
- D no Arashi
- G no Arashi
- Golden Rush Arashi
- VS Arashi
- Himitsu no Arashi-chan
- Arashi ni Shiyagare
- Sakurai Ariyoshi Abunai Yakai
- Sakurai Ariyoshi THE Yakai

### Concerts
[2006] THE SHOW.
Il est le premier membre d'Arashi à avoir eu un concert solo.